# André Grillon
André Grillon (* 1. November 1921 in Paris; † 20. Juni 2003) war ein französischer Fußballspieler und -trainer. In letztgenannter Funktion hat er unter anderem auch Frankreichs Amateurnationalmannschaft betreut.

## Spielerkarriere

### In seinen Vereinen
André Grillon spielte als Jugendlicher bei der USA Clichy und anschließend während Weltkrieg und deutscher Besetzung Frankreichs beim Amateurverein FEC Levallois. Als in der „Kriegsmeisterschaft“ 1943/44 in der ersten Division aufgrund einer Anordnung des Vichy-Regimes nur Regionalauswahlmannschaften mit vom Staat bezahlten Spielern antreten durften, verstärkte Grillon die Reihen der Équipe Fédérale Bordeaux-Guyenne, die die Saison als Fünftplatzierter abschloss. Anschließend zog es ihn in die Hauptstadt zurück, wo er sich Stade Français anschloss. Der Klub musste die erste Nachkriegssaison in der zweiten Liga verbringen, aus der er allerdings 1946 als Tabellenzweiter in die höchste Spielklasse zurückkehrte. Seit 1945 hatte dort Trainer Helenio Herrera um Spieler wie Larbi Ben Barek und Marcel Domingo ein zugleich abwehr- und spielstarkes Team geformt, in dem der rechte Verteidiger Grillon eine wesentliche Aufgabe zu erfüllen hatte. Er erwarb sich bald einen guten Ruf als „robust und bestimmt, hart, dabei aber nie bösartig“, und wurde bereits in der Zweitligasaison 1945/46 zum Nationalspieler (siehe unten); gleichzeitig trug er viel zum Spielaufbau bei, weil seine weiten Bälle aus der Abwehr „keine Befreiungsschläge, sondern regelmäßig präzise Eröffnungen von Gegenangriffen seiner eigenen Mannschaft“ waren. Aber obwohl Stade Français bis 1948 weitere namhafte Zugänge verzeichnen konnte – so kamen unter anderem Louis Hon, Alfred Aston, Joseph Ujlaki, István Nyers und André Simonyi dazu –, gewann er keinen Meistertitel, sondern erreichte als beste Platzierung 1947 und 1948 jeweils nur einen fünften Rang im Abschlussklassement. Auch im Landespokalwettbewerb schied die Elf viermal in Folge bereits im Viertel- beziehungsweise Halbfinale aus.
1949 holte Trainer Paul Baron André Grillon zum Lokalrivalen Racing. In der Division 1 lief es mit den „Pinguinen“ – dies der im Land verbreitete und vom Klub sogar offiziell angenommene Spitzname – nicht besser als mit Stade Français; dafür erreichte die Mannschaft, die mit Torhüter René Vignal und den Feldspielern Lucien Leduc, Jean Courteaux, Albert Guðmundsson und Ernest Vaast gleichfalls namhaft besetzt war, im Pokal 1949/50 das Endspiel. Darin allerdings unterlag Racing trotz phasenweise erdrückender Überlegenheit gegen Stade Reims mit 0:2. 1951/52 spielte Grillon für den Erstliganeuling Olympique Lyon, der allerdings trotz einiger routinierter Kräfte – außer dem Verteidiger waren dies insbesondere Spielertrainer Oscar Heisserer, Antoine Rodriguez und Pierre Flamion – am Ende der Saison prompt in die Division 2 zurückkehren musste. Von 1952 bis 1955 trug André Grillon wieder den Dress von Stade Français Paris, aber wenngleich die Vereinsführung dort weiterhin eine Menge Geld für neue Fußballer in die Hand nahm – zu Grillons Mannschaftskameraden dieser drei Jahre gehörten Dominique Colonna, Egon Jönsson, Henri Guérin, Roger Vandooren, Kees Rijvers und Kazimir Hnatow –, zahlte die Elf diese Investitionen nicht mit sportlichen Erfolgen zurück. 1954 stieg sie, wenn auch erst nach zwei engen Barrages gegen den Racing Club Paris, sogar in die zweite Division ab.
Als der sofortige Wiederaufstieg misslang, nahm André Grillon, der bis dahin weit über 157 Erstligaspiele bestritten hatte, in denen ihm auch sechs eigene Torerfolge gelungen waren, ein Angebot des Amateurligisten SM Caen an, in der Normandie als Spielertrainer zu arbeiten. Gleich in seiner ersten Saison dort stieß er mit seiner neuen Mannschaft im Landespokal nach Siegen über Racing Paris und Olympique Alès bis in das Achtelfinale vor, in dem die Profis von Racing Lens eine Verlängerung benötigten, um Caen auszuschalten. Grillon hatte in allen drei Begegnungen auch selbst auf dem Rasen gestanden und wurde insbesondere nach dem 3:2 gegen Paris in der nationalen Sportpresse für die taktische Einstellung der Elf und seine eigene Abwehrorganisation gelobt; gegen Zweitligist Alès gelang ihm per Kopfball sogar höchstpersönlich der einzige Treffer der Begegnung. Im Jahr darauf führte er Caen erneut in die landesweite Pokalhauptrunde, in der der SMC im Sechzehntelfinale den Erstdivisionär AS Monaco in ein Wiederholungsspiel zwang. 1958 wechselte er zur US Le Mans, einem weiteren Amateurverein, und auch für diesen stand er noch in zwei Landespokalpartien im Blickpunkt einer größeren Öffentlichkeit; allerdings schied seine Mannschaft sowohl 1959 als Viertligist gegen den Toulouse FC als auch 1962 – da war Grillon bereits 40 Jahre alt – als Drittligist gegen die AS Saint-Étienne im Zweiunddreißigstelfinale aus dem Wettbewerb aus. Anschließend konzentrierte er sich ausschließlich noch auf sein Traineramt.

#### Stationen
- USA Clichy (als Jugendlicher)
- FEC Levallois
- 1943/44: Équipe Fédérale Bordeaux-Guyenne
- 1944–1949: Stade Français Paris (1945/46 in D2)
- 1949–1951: Racing Paris
- 1951/52: Olympique Lyon
- 1952–1955: Stade Français Paris (1954/55 in D2)
- 1955–1958: SM Caen (im Amateurbereich, als Spielertrainer)
- 1958–1962: US Le Mans (im Amateurbereich, als Spielertrainer)

### In der Nationalmannschaft
André Grillon hat zwischen April 1946 und November 1951 insgesamt 15 A-Länderspiele (kein eigener Treffer) für Frankreich bestritten. Er debütierte beim 3:0-Sieg gegen die Tschechoslowakei und kam in den folgenden sechs Wochen zu drei weiteren Einsätzen, darunter auch beim 2:1-Erfolg über die als „Fußball-Lehrmeister“ geltenden Engländer, in dem Grillon als Bestandteil einer Mannschaftsachse hervorgehoben wurde, die die englischen Angreifer, darunter Stanley Matthews, „mitleidlos an die Kette legte“. Bis Sommer 1947 kam nur ein weiteres Spiel für ihn hinzu; dann wurde er auf der linken Verteidigerposition eingesetzt, um rechts Platz für Joseph Jadrejak zu schaffen, ehe der Einsatz von Roger Marche ihn wieder auf die rechte Seite wechseln ließ.
Nach einer 13-monatigen Pause kam Grillon im Mai und Juni 1949 zu drei weiteren Einsätzen im Nationaldress, dann folgte erneut eine längere Unterbrechung, weil der Nationalmannschaftssélectionneur Gaston Barreau auf der rechten Abwehrseite Guy Huguet oder André Frey bevorzugte. Im Herbst 1951 absolvierte Grillon dann doch noch seine Länderspiele Nummer 13 bis 15; das erste davon war ein beachtliches 2:2 in Highbury gegen die zuhause von Mannschaften vom Kontinent immer noch ungeschlagenen Engländer, das letzte fand an seinem 30. Geburtstag im Stade Olympique Yves-du-Manoir statt und endete gegen Österreich gleichfalls 2:2. Dies war nach einem 3:1 im Mai 1946 sein zweites Spiel gegen die Österreicher; gegen die Schweiz hat er sogar in drei – allesamt siegreich beendeten – Partien (im Juni 1947 und Oktober 1951 jeweils auswärts, im Juni 1949 vor heimischem Publikum) auf dem Rasen gestanden.

## Trainertätigkeiten
Seinen vier Jahren als Spielertrainer ließ André Grillon noch zwei weitere Saisons bei der US Le Mans folgen, in denen er ausschließlich neben der Seitenlinie agierte. Von 1964 bis 1968 trainierte er die erste Mannschaft des FC Annecy. Die Amateure aus Savoyen führte er zweimal bis in das Pokal-Sechzehntelfinale (1965 und 1968), wobei Annecy 1965 ausgerechnet gegen „seinen“ alten Verein Stade Français ausschied. Es folgte ein neunjähriges Engagement beim SC Amiens, den er in die zweite Division führte, in der seine Elf dann insgesamt sechs Spielzeiten vertreten war. Von 1977 bis 1980 war er der verantwortliche Trainer der Amicale Lucé, die in dieser Zeit ebenfalls in der zweiten Liga spielte. Anschließend zog er sich aus dem Fußballbetrieb zurück.
Neben seinen Engagements bei Annecy und Amiens arbeitete André Grillon als Trainer der französischen Amateurnationalmannschaft, die er bei den Mittelmeerspielen 1967 coachte und mit der er dort – gemeinsam mit Italiens Amateuren, von denen Frankreich sich im Endspiel mit 0:0 getrennt hatte – siegreich war. Im folgenden Jahr gelang die Qualifikation für das olympische Fußballturnier in Mexiko. Dort überstand seine Auswahl die Vorrunde als Gruppensieger vor dem Gastgeber, scheiterte im Viertelfinale aber am späteren Bronzemedaillengewinner Japan. Dennoch wurde dieser Auftritt der Amateure in einem Jahrzehnt, in dem Frankreichs Profinationalelf ein „Tal der Tränen“ durchschritt, von der fußballinteressierten Öffentlichkeit positiv bewertet. Grillon behielt die Verantwortung für die Mannschaft bis 1972, als sie in der Olympiaqualifikation für München an den „Staatsamateuren“ aus der Sowjetunion scheiterte.

### Stationen
- 1962 bis 1964: US Le Mans
- 1964 bis 1968: FC Annecy
- 1968 bis 1977: SC Amiens
- 1977 bis 1980: Amicale Lucé